# Králové Šumavy

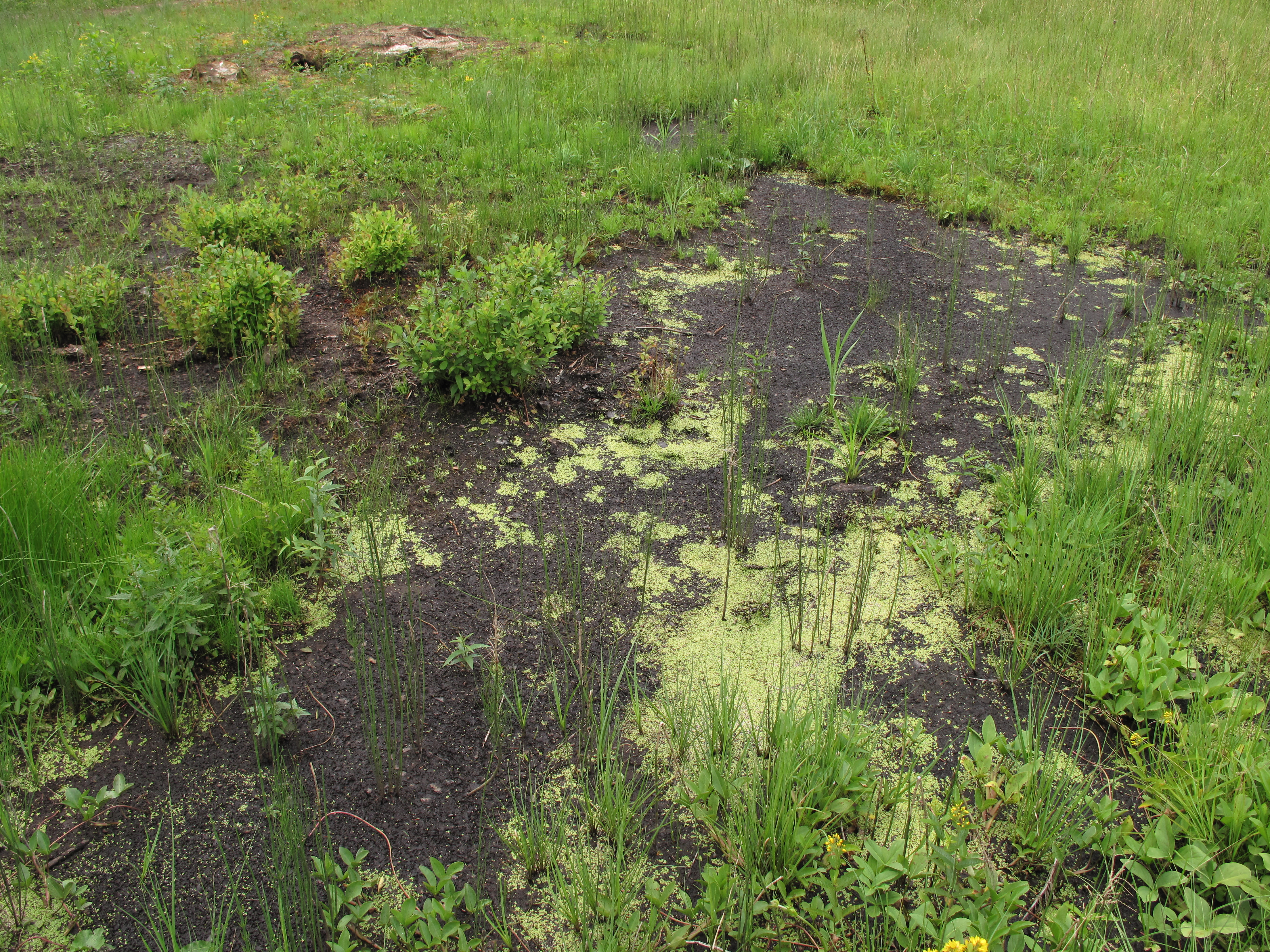
Rašeliniště

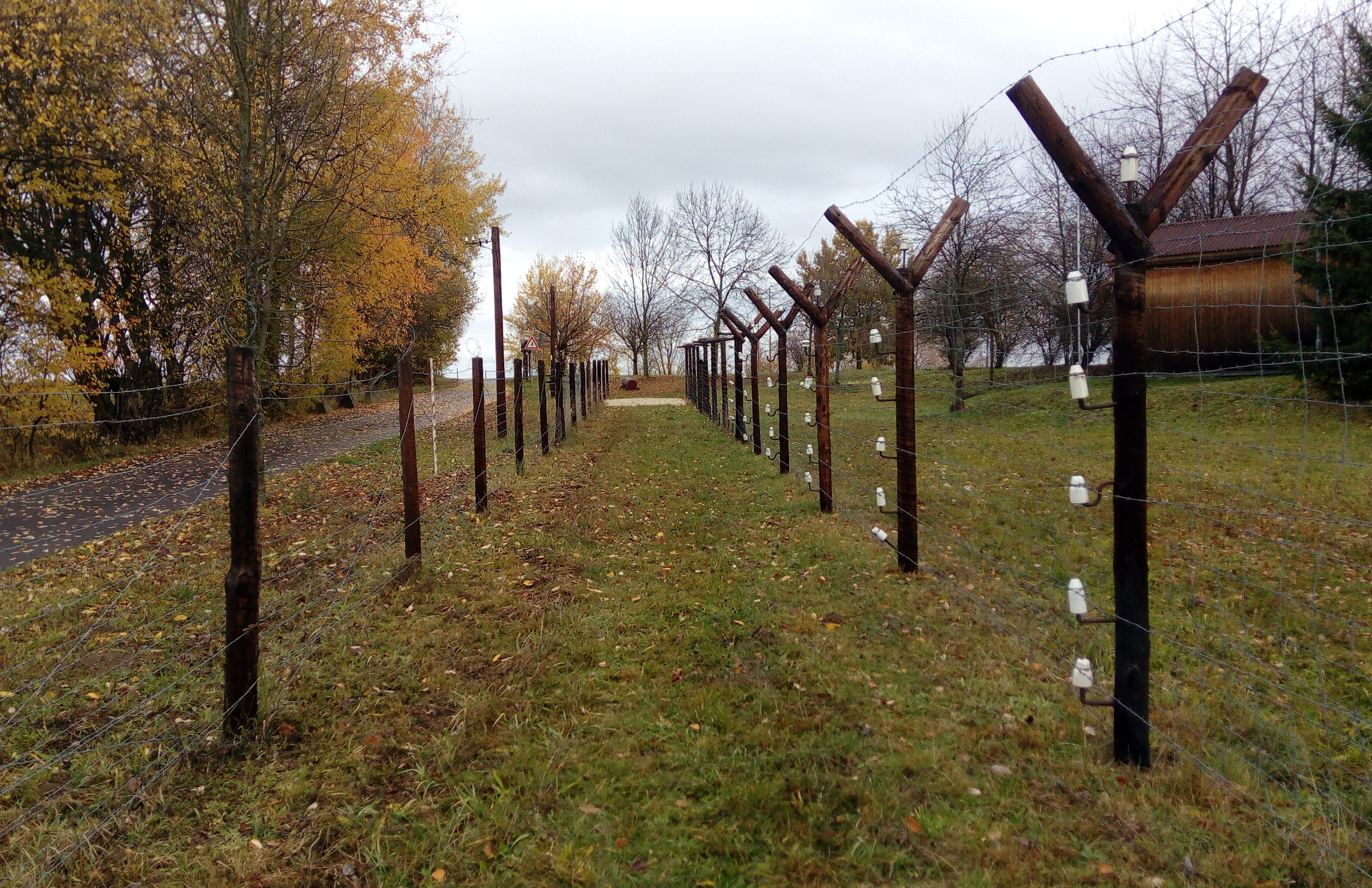
Ukázka drátěného plotu na hranici

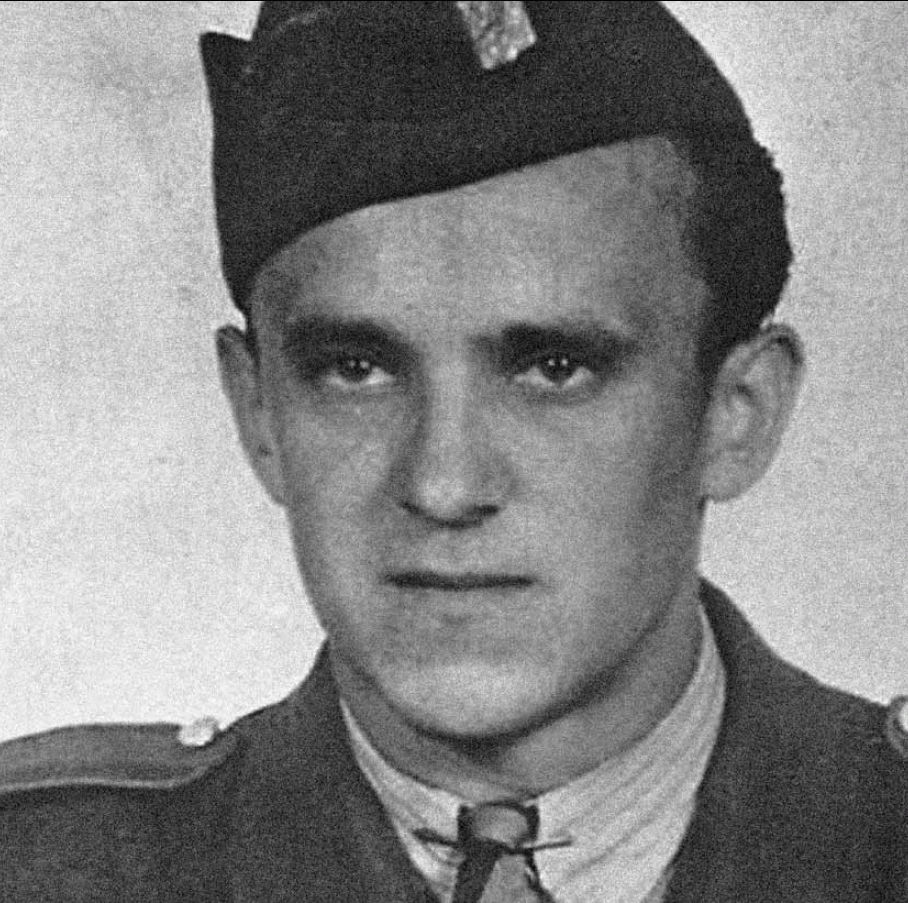
Josef Hasil

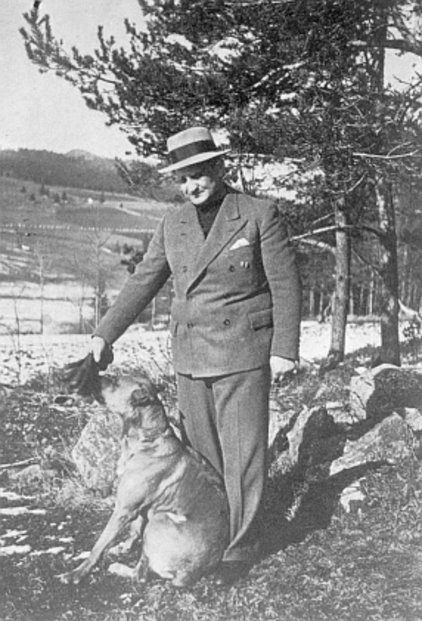
Kilián Nowotny

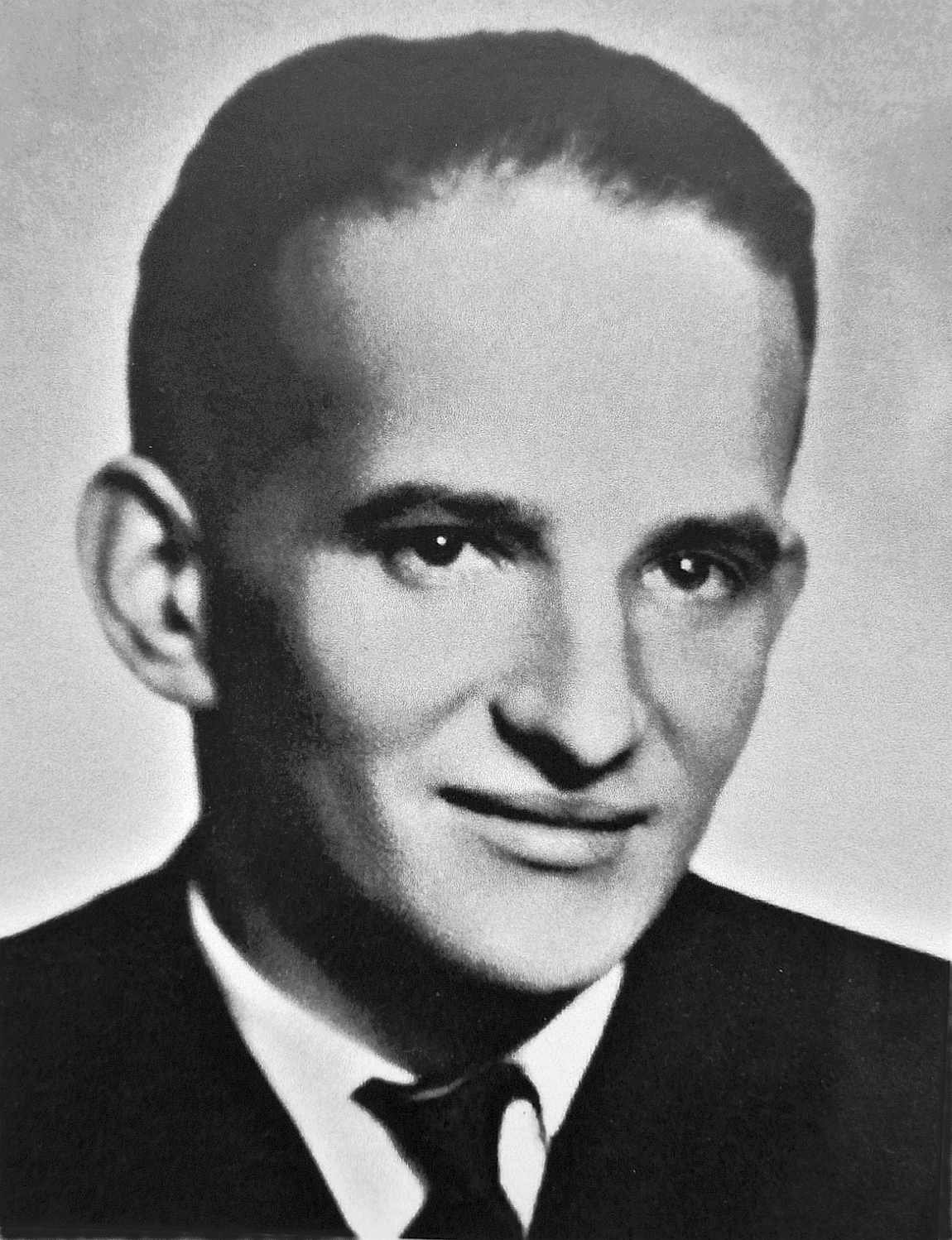
Bohumil Hasil

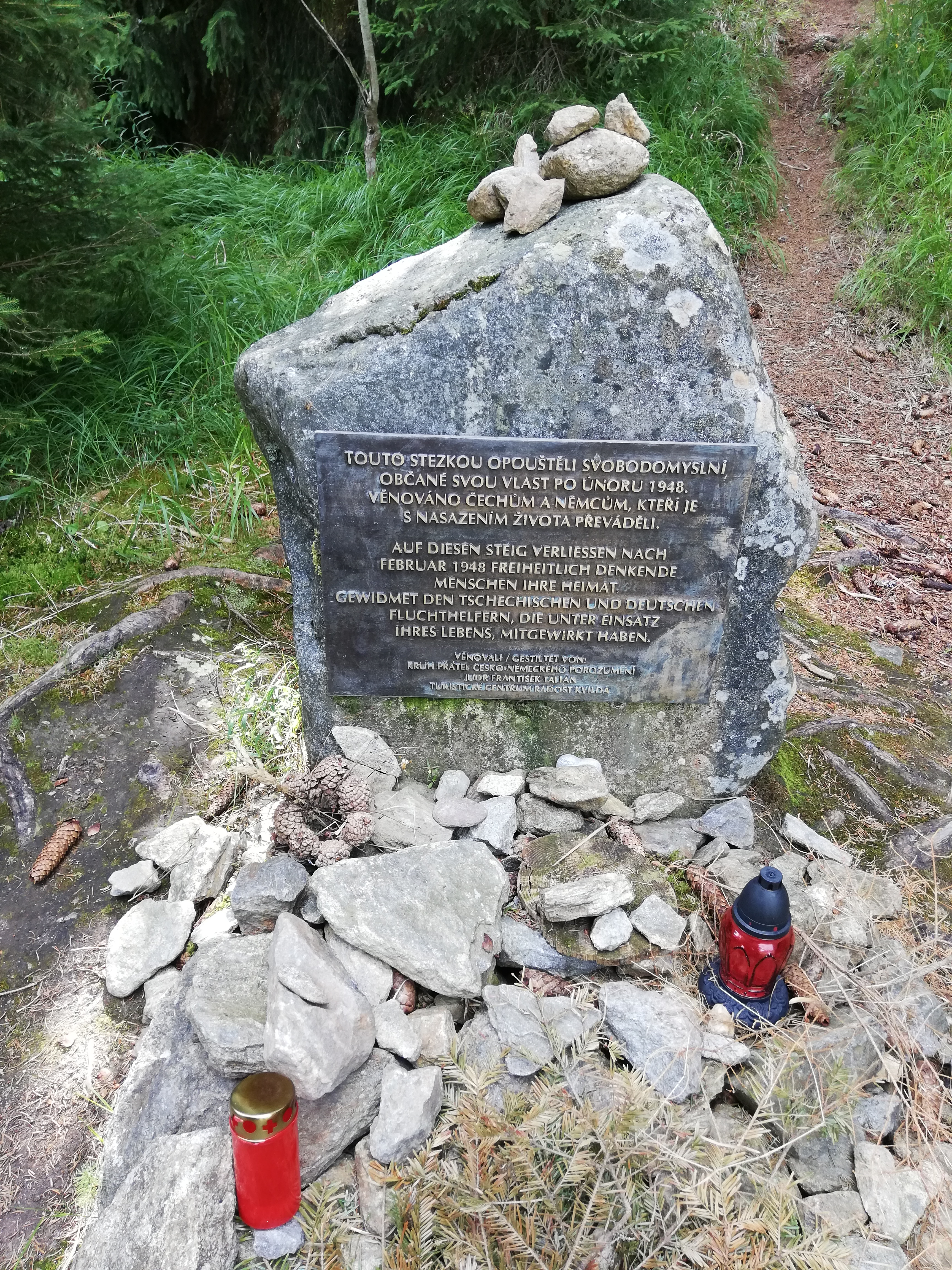
Pomník králům Šumavy

Králové Šumavy je v širším smyslu označení pro pašeráky působící v oblasti Šumavy. V užším slova smyslu se označení král Šumavy používá pro převaděče, kteří na Šumavě za komunistické éry (zejména ve 40. a 50. letech 20. století) pomáhali uprchlíkům nebo agentům západních tajných služeb proniknout přes západní hranici, skrz železnou oponu. V tom úplně nejužším smyslu je král Šumavy čestný titul pro ty nejlepší z nich. Nejznámějšími králi Šumavy byli Josef Hasil a Kilián Nowotny.
O králi Šumavy vznikl film a kniha se stejnojmenným názvem Král Šumavy. Scénář k filmu napsal Rudolf Kalčík a natočil jej Karel Kachyňa. Pohraničníci jsou v něm vylíčeni jako hrdinové, kteří zabíjeli nepřátelské narušitele hranic. Film byl natočen na objednávku komunistické strany, která se snažila zabránit emigraci z Československa a popsat převaděče jako zločince.
V roce 2001 obdržel jeden z nejslavnějších králů Šumavy Josef Hasil od prezidenta Václava Havla Medaili Za hrdinství. V červnu 2004 nechal Kruh přátel česko-německého porozumění odhalit pomník králům Šumavy na louce u obce Františkov na Prachaticku.

## Západní hranice Československa
Západní hranicí se za socialistického Československa označovala státní hranice s Rakouskem a západním Německem. Po nástupu komunistů v roce 1948 se pro ně tato hranice stala nebezpečnou ze dvou důvodů, prvním byl útěk obyvatel na západ a druhým byl příchod západních agentů na naše území. Proto se stále více uzavírala a byla stále ostražitěji střežena. Československo-bavorská hranice na Šumavě byla jedna z nejstřeženějších hranic železné opony.
V dubnu 1950 bylo vyhlášeno hraniční pásmo, které bylo široké 12 až 15 kilometrů do vnitrozemí. Vstup do pásma byl jen na povolení a platil zde zákaz pohybu. Hlavním prvkem zabezpečení státních hranic byl drátěný zátaras sestávající ze tří drátěných ostnatých plotů, který se začal budovat v roce 1951 a práce byly ukončeny v roce 1952. V letech 1953 –1956 byla dokončena elektrifikace drátěného zátarasu.

## Kdo byli převaděči
V letech 1948 až 1953, kdy se pomalu uzavírala železná opona a tisíce lidí se snažilo dostat na západ, začali přechody lidí přes hranici zajišťovat převaděči. Byli to většinou domorodci, kteří oblast dobře znali a postupně si vybudovali tajné stezky v nepřístupných a bažinatých místech, které nebylo možné dobře střežit.
Jedním z nejznámějších šumavských převaděčů byl Josef Hasil, který operoval v okolí Českých Žlebů. Po roce 1948 se stal příslušníkem SNB, odkud po změně názoru na komunistickou ideologii odešel.  Na Západ se díky němu dostaly desítky lidí, nakonec byl ale dopaden a poslán na devět let do mosteckých dolů. Zázrakem se mu podařilo utéct do Bavorska, odkud se na hranici vrátil. Už jako agent americké zpravodajské služby CIC pokračoval v převádění přes hranici. Zemřel v USA.
Druhým známým šumavským převaděčem byl Kilián Nowotny, který pocházel ze staré šumavské pašerácké rodiny. Před rokem 1948 se věnoval pašování zboží a po převratu převádění lidí přes hranici. Po posledním přechodu zůstal na západě a zemřel v Bavorsku ve věku 71 let v roce 1977.

## Koho převáděli
Desetitisíce lidí byly po roce 1948 perzekvovány, nesměly vykonávat svoji práci, byl jim zabaven majetek nebo byly vězněni. Mnoho z nich se rozhodlo Československo opustit. Hranice však byly uzavřené a tak je museli překročit ilegálně. V tom jim pomáhali převaděči. V letech 1948 –1951 odešlo ilegálně na Západ více než 25 tisíc osob a v roce 1953 dokonce více než 43 tisíc.

## Kudy vedla trasa
Trasa, po které převaděči na Šumavě převáděli občany, kteří se rozhodli uprchnout na západ, se nazývala Kanál 54. Tento název jí dali pohraničníci, kteří tento úsek střežili a snažili se převaděče i s jejich klienty dopadnout. Celá trasa na českém území byla dlouhá necelých 30 km.
Začátek trasy byl nad Vimperkem a cesta pokračovala směrem k Volyňce a Medvědímu potoku. Asi po osmi kilometrech začaly nebezpečné šumavské slatě. Potom následoval výstup na Janskou horu a ke skále nad Františkem. Cesta dále vedla do sedla mezi Stanovou horou a Vysokým stolcem. Pod vrcholem Stráž nedaleko pramenů Vltavy se převaděči dostávali přes státní hranici. Na německém území museli dojít do obce Finsterau. Zde popsaná trasa je dlouhá 45 km a odhad délky pěší túry je 14h 20 min.

### Film, literatura a komiks
- Král Šumavy – český film Karla Kachyni z roku 1959
- Král Šumavy – román Rudolfa Kalčíka z roku 1960
- Zpráva o Králi Šumavy – český dokumentární film Kristíny Vlachové z roku 2001
- Návrat Krále Šumavy – román Davida Jana Žáka z roku 2012
- Návrat Krále Šumavy – komiksová trilogie scenáristů Ondřeje Kavalíra a Vojtěcha Maška a výtvarníka Karla Osohy inspirovaná stejnojmenným románem

1. Na čáře – první díl trilogie z roku 2018
2. Agent-chodec – druhý díl trilogie z roku 2019
3. Opona se zatahuje – závěrečný díl trilogie z roku 2020

- Král Šumavy (seriál) – český seriál z roku 2022 (Fantom temného kraje), 2025 (Agent chodec)